# Нажак
Нажа́к (фр. и окс. Najac) — коммуна во Франции, находится в регионе Окситания. Департамент — Аверон. Административный центр кантона Нажак. Округ коммуны — Вильфранш-де-Руэрг.
Код INSEE коммуны — 12167.
Коммуна расположена приблизительно в 520 км к югу от Парижа, в 85 км северо-восточнее Тулузы, в 50 км к западу от Родеза.

## Население
Население коммуны на 2008 год составляло 752 человека.
| 1962 | 1968 | 1975 | 1982 | 1990 | 1999 | 2008 |
| ---- | ---- | ---- | ---- | ---- | ---- | ---- |
| 767  | 1029 | 928  | 818  | 766  | 744  | 752  |

## Экономика
Основу экономики составляют сельское хозяйство и туризм.
В 2007 году среди 424 человек в трудоспособном возрасте (15—64 лет) 305 были экономически активными, 119 — неактивными (показатель активности — 71,9 %, в 1999 году было 65,6 %). Из 305 активных работали 274 человека (159 мужчин и 115 женщин), безработных было 31 (12 мужчин и 19 женщин). Среди 119 неактивных 24 человека были учениками или студентами, 61 — пенсионерами, 34 были неактивными по другим причинам.

## Достопримечательности
- Руины городских ворот. Памятник истории с 1928 года[3]
- Мост Сен-Блез (XIII век). Памятник истории с 1987 года[4]
- Дом сенешаля (XIV век). Памятник истории с 1979 года[5]
- Фонтан (XIV век). Памятник истории с 1910 года[6]
- Церковь Сен-Жан (XIII век). Памятник истории с 1924 года[7]
- Замок Нажак — средневековый замок, в 1925 году признан памятником архитектуры

## Фотогалерея

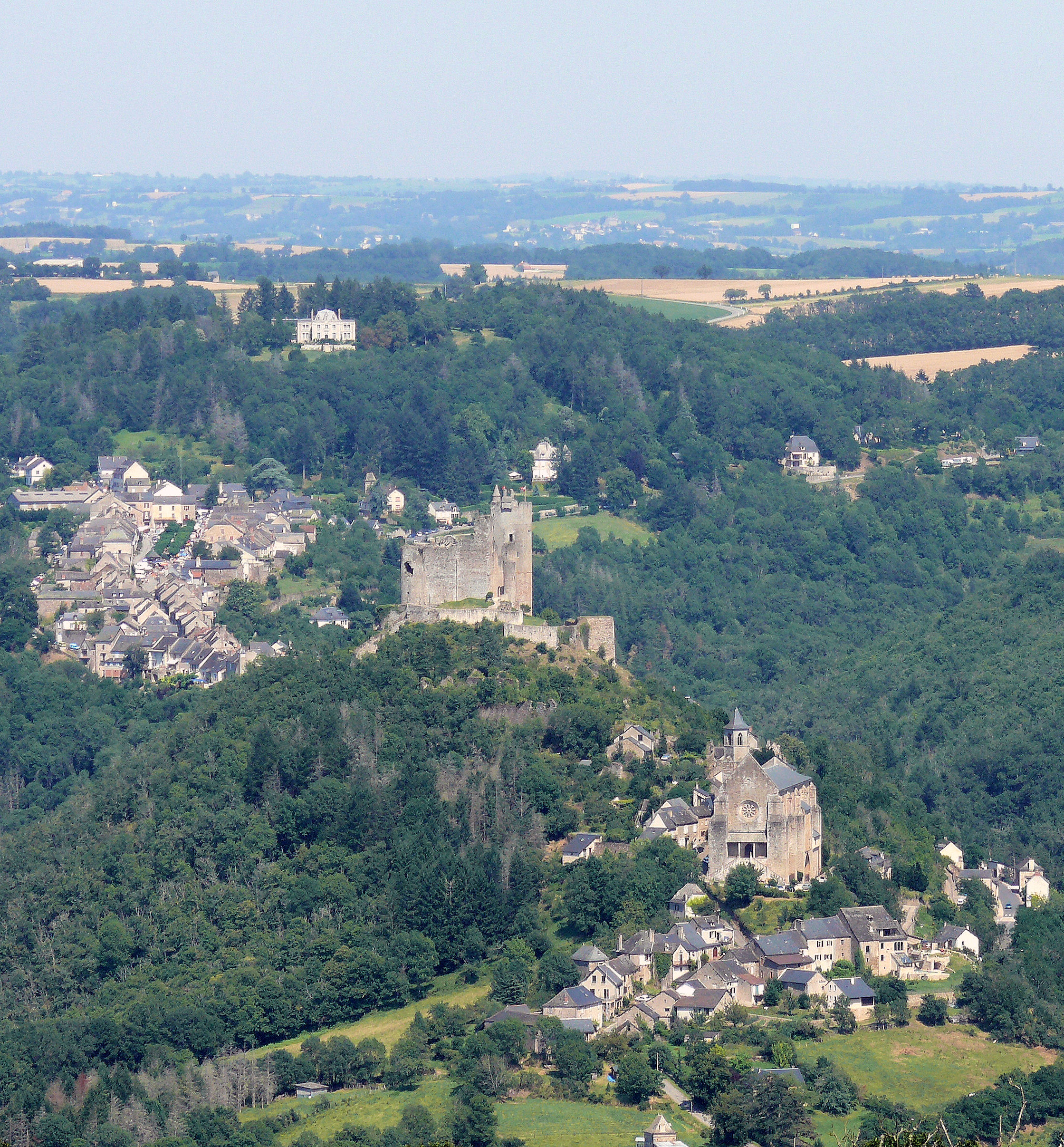
Нажак
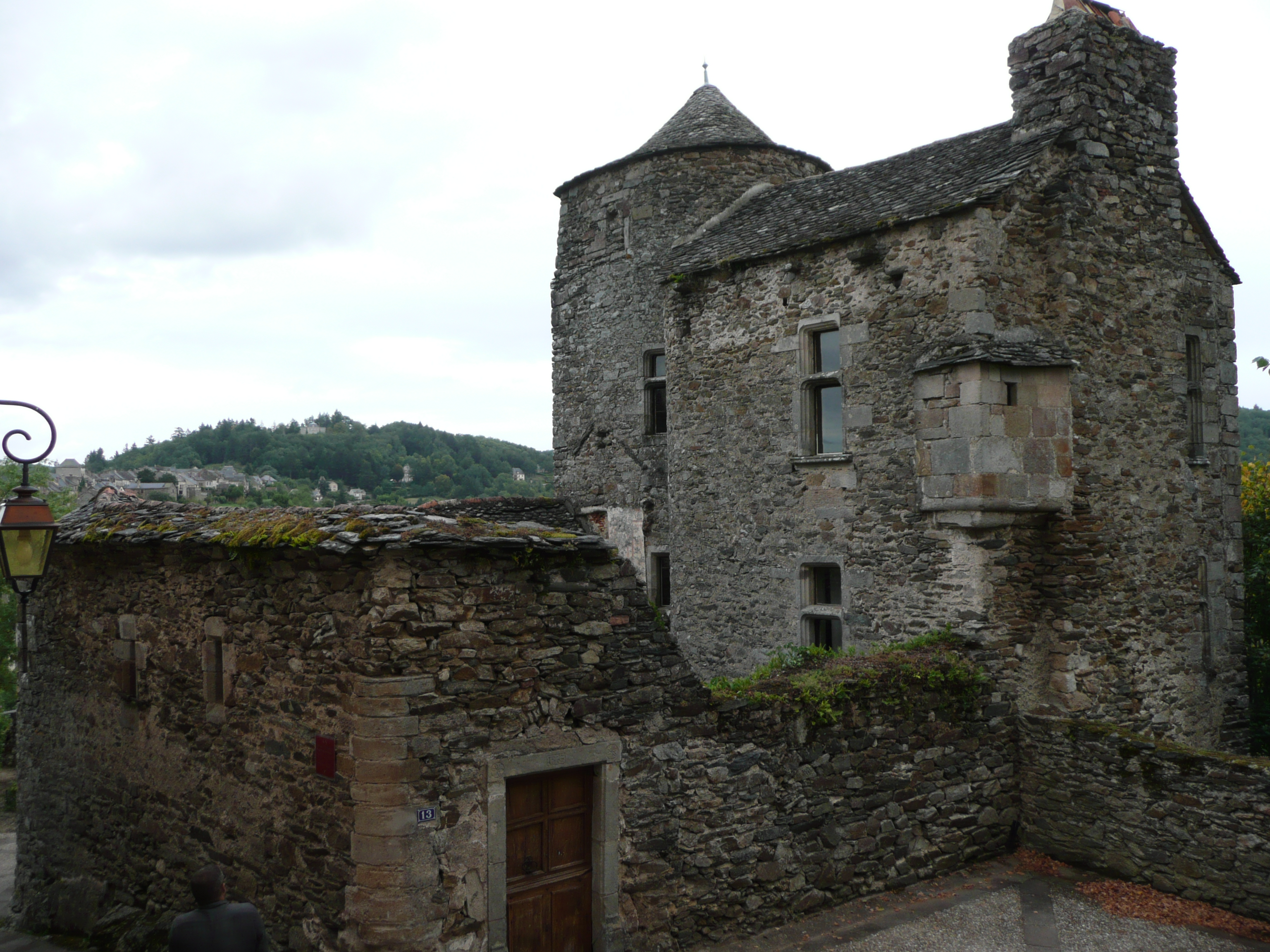
Дом сенешаля
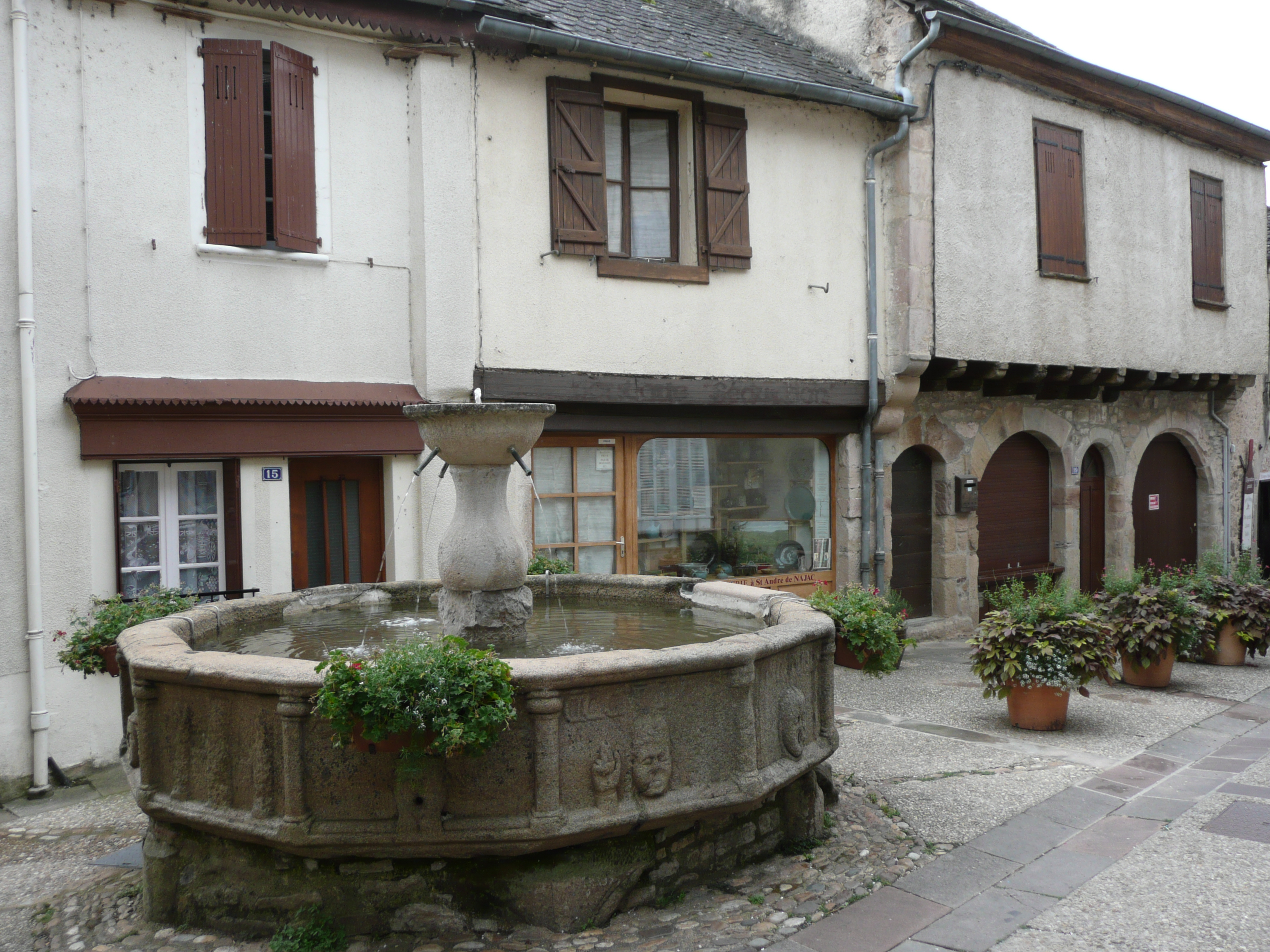
Фонтан
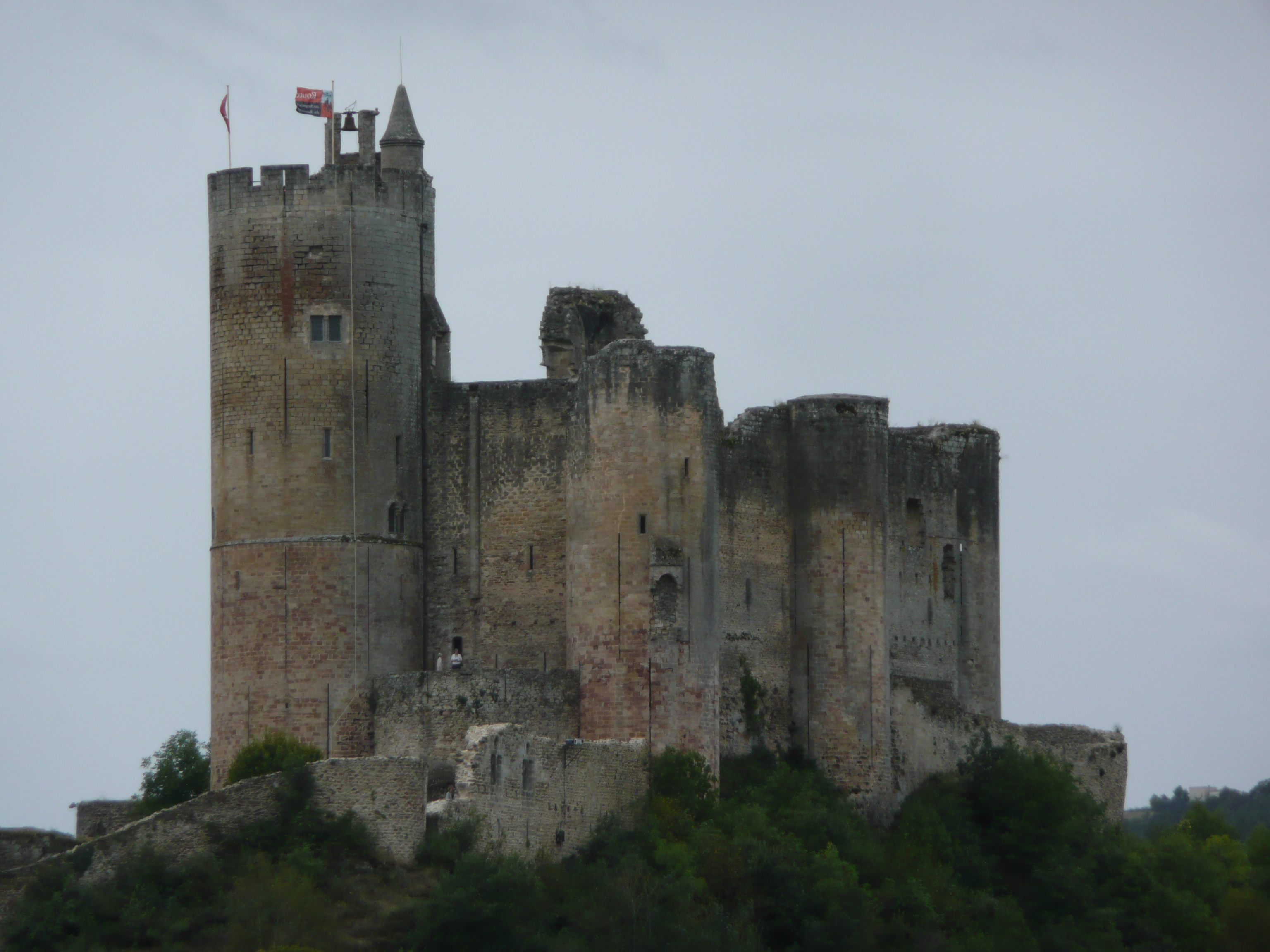
Замок Нажак
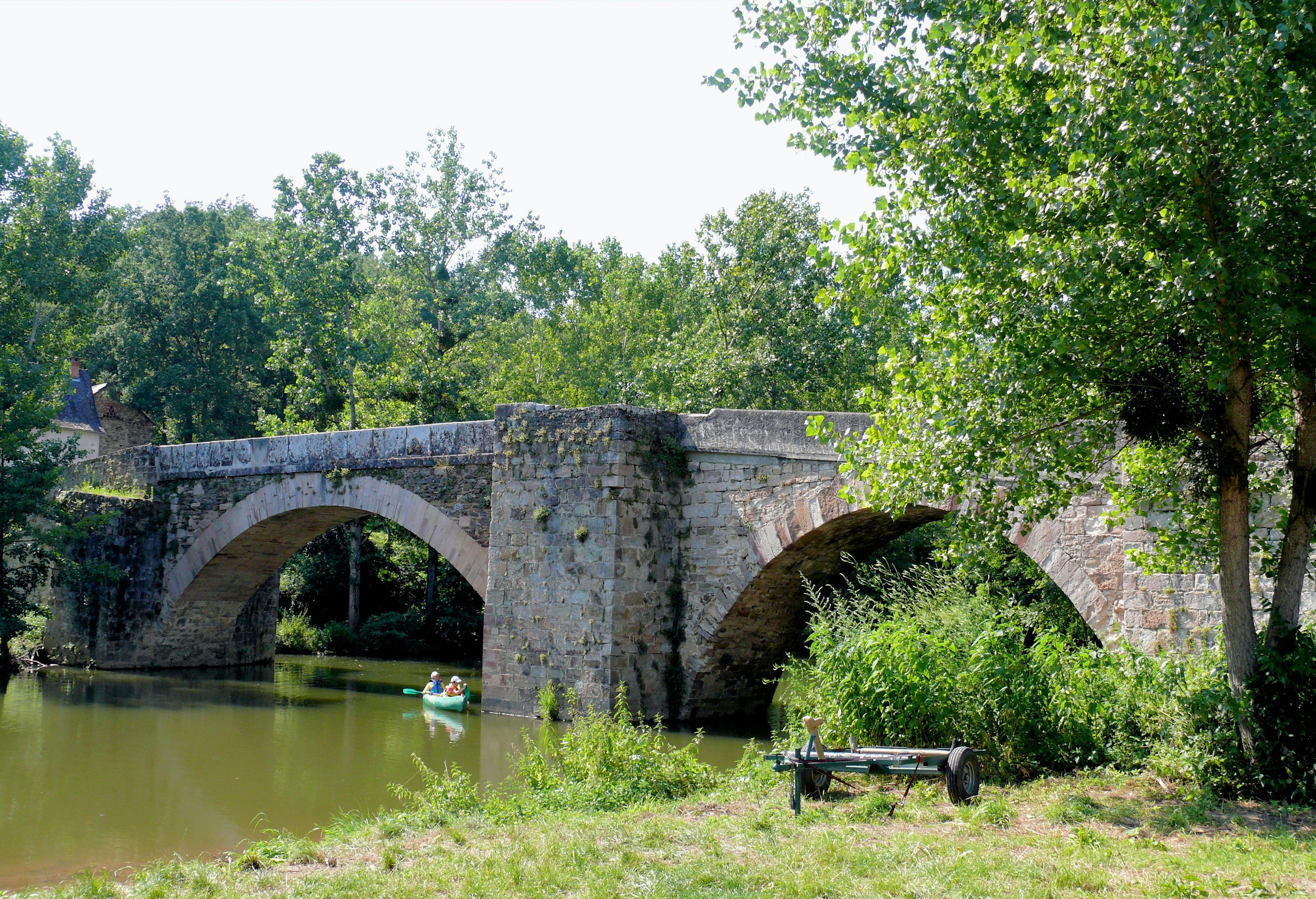
Мост Сен-Блез
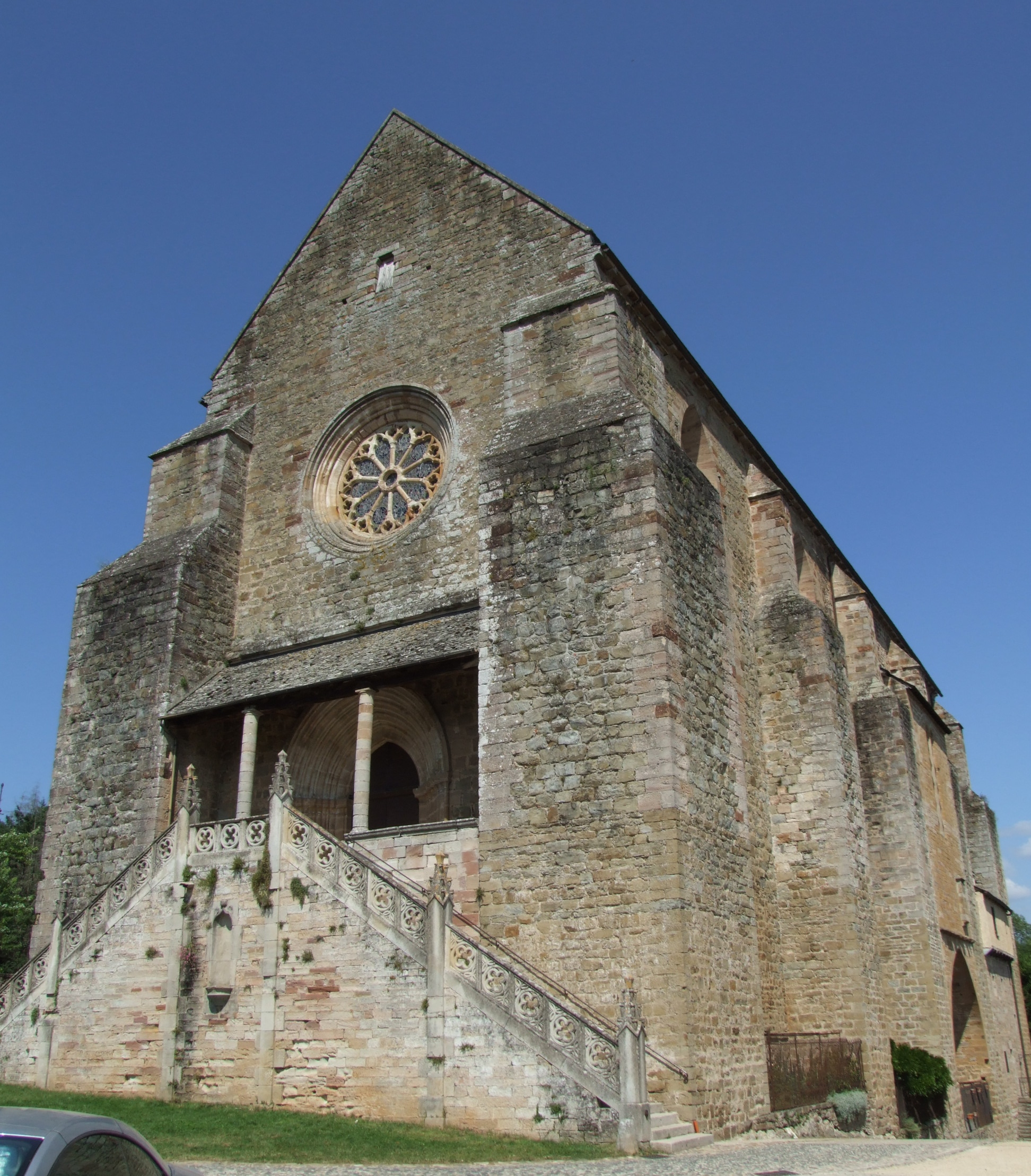
Церковь Сен-Жан